# Symbolanthus calygonus
Symbolanthus calygonus là một loài thực vật có hoa trong họ Long đởm. Loài này được (Ruiz & Pav.) Griseb. ex Gilg miêu tả khoa học đầu tiên năm 1896.